# 陳世傑 (崇禎進士)
陳世傑（？—17世紀），字忝生，廣東廣州府南海縣人，明朝、南明政治人物。

## 生平
崇禎六年癸酉科舉人，十三年（1640年）庚辰科進士，户部观政，授中書舍人。
隆武帝繼位，改任編修。忠誠危急，陳世傑以虔危未解除，廣東難支援，上疏陳斟酌四件事，獲隆武帝嘉獎。
廣東失陷，陳世傑投降清朝，侯來跟隨李成棟反正。永曆二年（1648年），朝廷任命他和蔡之俊為左右春坊；次年（1649年）擢任他為左庶子，與蔡之俊共同負責經筵進講。他個性耿直，不以才能著名，很快升任國子監司業，代行祭酒事務；又見時事日非，於是以病辭官歸鄉。

## 引用
1. ↑  《崇禎十三年庚辰科進士三代履歷》：陳世傑，曾祖义泉；生祖焕；养祖联道；生父思周；养父元。忝生，诗一房，乙卯年二月二十四日生，新会县人，癸酉十五名，会试二名，三甲四名。户部观政。
2. 1 2  錢海岳《南明史·卷五十八·列傳第三十四》：陳世傑，字忝生，南海人。崇禎十三年進士。授中書舍人。紹宗立，遷編修。
3. ↑  《永曆實錄·卷一》：（永曆二年）十月，……蔡之俊、陳世傑為左右春坊，直日講。
4. ↑  錢海岳《南明史·卷五十八·列傳第三十四》：忠誠急，以虔危未解，粵策難緩，疏陳便宜四事：事權太重，行間直作話柄，直有大不便、大不宜者。上嘉納之。廣東陷，降清，與李成棟反正。永曆三年，擢左庶子，與蔡之俊同充日講官。世傑朴直，不以才著。稍晉國子司業，行祭酒事。見時事日詘，遂謝病歸。